# Joseph Cimpaye
Joseph Cimpaye (Mugera, 1929-Burundi, c. Mayo de 1972) fue un político e intelectual burundés, que se desempeñó como Primer ministro de Burundi, cuando aún formaba parte de Ruanda-Urundi.
De origen hutu, es considerado uno de los principales intelectuales de Burundi al final del periodo colonial belga. Como político se opuso al UPRONA y se desempeñó brevemente como primer ministro en 1961.
Detenido por el régimen de Michel Micombero, mientras estuvo en prisión escribió L'Homme de ma colline, considerada como la primera novela de Burundi. Poco después de ser liberado, fue asesinado en medio de la violencia genocida de 1972 instigada por la dictadura de Micombero.

## Primeros años
Nació en 1929 en Mugera, un pequeño pueblo de la Provincia de Guitega, entonces parte de la colonia de Ruanda-Urundi, en el seno de una familia acomodada. Su madre era étnicamente tutsi, mientras su padre era hutu. Su padre, Michel Cimpaye, trabajó como asistente médico para la administración colonial belga.
Completó su educación primaria en el Distrito de Rulindo (Ruanda), donde trabajaba su padre. Continuó su educación en el Groupe Scolaire d'Astrida (Actual Butare), donde estudió medicina veterinaria hasta graduarse en 1952. Desde entonces y hasta 1957 se desempeñó como veterinario asistente en el distrito de Rutana. Posteriormente se convirtió en técnico de laboratorio en Astrida.

## Carrera política
Participó activamente en la política local durante el dominio colonial belga y fundó un partido de corta duración llamado AMEHUTU en 1960. En ese momento, Ruanda-Urundi estaba camino a la independencia. Jean-Paul Harroy, Residente General de Ruanda-Urundi, creó las oficinas de comisarios nacionales bajo su supervisión el 21 de julio de 1960 y nombró a burundeses para esos puestos para darles la oportunidad de ejercer el autogobierno. Poco después, se amplió el número de carteras y Cimpaye fue nombrado Comisionado de Obras Públicas, abandonando su puesto en el laboratorio para asumir el cargo.En marzo de 1961 fue uno de los cofundadores de la Unión de Partidos Populares (en francés: Union des Parties Populaires; UPP), una coalición para oponerse al dominio de la Unión para el Progreso Nacional (UPRONA) liderada por el príncipe Louis Rwagasore.Pronto, la UPP se dividió en tres tendencias y Cimpaye, junto con Emmanuel Nigane, lideraron uno de los grupos que buscaba llegar a un entendimiento con la UPRONA.
El 26 de enero de 1961, Harroy firmó una ordenanza por medio de la cual creaba un gobierno interino para Urundi. La administración colonial eligió a Cimpaye para liderar el gobierno como Primer ministro de Urundi, bajo el gobierno del rey Mwambutsa IV. En respuesta a la resolución 1605 de la Asamblea General de las Naciones Unidas, el 6 de julio el gobierno fue modificado y ampliado para otorgar más representación a los distintos sectores políticos.
La UPRONA arrasó en las primeras elecciones del país en septiembre de 1961, y como consecuencia Rwagasore reemplazó a Cimpaye como primer ministro.

## Vida posterior
Tras la derrota en las elecciones de 1961, se retiró la política y se dedicó al periodismo y las relaciones públicas.Entre octubre de 1961 y noviembre de 1963 asistió a seminarios de formación en el Institut Belge d'Information et de Documentation de Bruselas (Bélgica) y en el Centre universitaire d'enseignement du periodisme de la Universidad de Estrasburgo (Francia) destinados a periodistas africanos. 
Posteriormente regresó a Burundi y en 1964 fue contratado por la aerolínea belga Sabena como especialista en relaciones públicas, pasando más adelante a ser nombrado jefe de ventas de la oficina en Buyumbura.En 1965 se casó con una empresaria ruandesa tutsi.
Después una serie de Golpes de Estado entre 1965 y 1966,  Michel Micombero asumió como presidente de Burundi. Micombero no confiaba en Cimpaye y ordenó su arresto el 6 de octubre de 1969, por su presunta participación en un complot golpista hutu.En febrero de 1970 fue condenado a cinco años de prisión.
Estando en la cárcel, escribió una novela en francés llamada L'homme de ma colline (tdl. ‘El hombre de mi colina’), la cual trataba acerca de las luchas de un protagonista llamado Benedikto que vivía en una zona rural de Burundi durante la era colonial en las décadas de 1930-1940. Abordó el tema del exilio y fue elogiado por Jean-Marie Ngendahayo por su uso del lenguaje, en particular los proverbios kirundi en la traducción.
Fue puesto en libertad gracias a una amnistía general el 1 de julio de 1971. Poco después, en mayo de 1972, fue asesinado durante la ola de violencia genocida llamada Ikiza, instigada por el régimen de Micombero.

## Obras
- Cimpaye, Joseph (2013). L'homme de ma colline. Brussels: Archives & Musée de la Littérature. ISBN 978-2-871680-68-0.